# Ківоні (Вісконсин)
Ківоні (англ. Kewaunee) — місто (англ. city) в США, в окрузі Кевоні штату Вісконсин. Населення — 2837 осіб (2020).

## Географія
Ківоні розташоване за координатами 44°27′34″ пн. ш. 87°30′39″ зх. д. / 44.45944° пн. ш. 87.51083° зх. д. (44.459405, -87.510828).  За даними Бюро перепису населення США в 2010 році місто мало площу 11,11 км², з яких 9,17 км² — суходіл та 1,94 км² — водойми.

## Демографія
Згідно з переписом 2010 року, у місті мешкали 2952 особи в 1278 домогосподарствах у складі 733 родин. Густота населення становила 266 осіб/км².  Було 1462 помешкання (132/км²).
Расовий склад населення:
| - 96,6 % — білих - 0,4 % — азіатів - 0,3 % — корінних американців - 0,3 % — чорних або афроамериканців - 1,1 % — осіб інших рас |

До двох чи більше рас належало 1,1 %. Частка іспаномовних становила 1,8 % від усіх жителів.
За віковим діапазоном населення розподілялося таким чином: 19,8 % — особи молодші 18 років, 57,6 % — особи у віці 18—64 років, 22,6 % — особи у віці 65 років та старші. Медіана віку мешканця становила 45,8 року. На 100 осіб жіночої статі у місті припадало 101,5 чоловіків;  на 100 жінок у віці від 18 років та старших — 97,5 чоловіків також старших 18 років.
Середній дохід на одне домашнє господарство  становив 60 714 долари США (медіана — 50 048), а середній дохід на одну сім'ю — 80 030 доларів (медіана — 71 250). Медіана доходів становила 57 321 долар для чоловіків та 33 432 долари для жінок. За межею бідності перебувало 7,9 % осіб, у тому числі 8,8 % дітей у віці до 18 років та 8,0 % осіб у віці 65 років та старших.
Цивільне працевлаштоване населення становило 1500 осіб. Основні галузі зайнятості: виробництво — 22,5 %, освіта, охорона здоров'я та соціальна допомога — 18,2 %, транспорт — 13,9 %.